# 歐嘉·柯黛格
歐嘉·柯黛格（英語：Olga Kotelko，1919年3月2日—2014年6月24日），加拿大高齡田徑運動員，曾締造了32項世界紀錄，贏得750枚金牌，被認為是「世界上最偉大的運動員之一」。
歐嘉·柯黛格生於薩克其萬省的豐達，父母是烏克蘭移民農民威西爾·薩瓦格和安娜·貝伊達，在11個孩子中排名第7。歐嘉的父親在人口普查時一時粗心數錯小孩，竟把歐嘉漏掉了，因此她沒有出生登記。原本是小學老師，早年曾經歷過一段非常艱辛的日子；退休後，77歲那年才初次接觸田徑。之後她環遊世界參與賽事，更享受與其他老年選手們的情誼，也是全球各地老年學的探討主題人物之一。
2014年，95歲的她又打破了6項世界紀錄；同年6月24日，猝於顱內出血。